# Burg Wildenburg (Zug)
Die Wildenburg ist eine Burgruine in der Gemeinde Baar im Kanton Zug (Schweiz). Sie liegt auf einem Felssporn über der vom Schwarzenbach und der Lorze gebildeten Schlucht südöstlich der Lorzentobelbrücke.

## Geschichte
Gegründet wurde die Wildenburg im 13. Jahrhundert durch einen Zweig der Herren von Hünenberg, Lehnsträger der Grafen von Kyburg und Habsburg mit Stammsitz in der Burg Hünenberg, als Zentrum einer neuen Rodungsherrschaft. Die Burg besass Blickverbindung zum Brückenübergang der Lorze (Lorzentobelbrücke) und kontrollierte damit den Verkehr vom Tal in die höher gelegenen Dörfer. Die erste Anlage bestand vermutlich lediglich aus einem Steinring mit angelehnten Holzbauten. Erst später folgte ein runder Bergfried mit einer Mauerdicke von 3,5 Metern und ein Palas in der nordöstlichen Ecke. Frühere Darstellungen der Burg lassen vermuten, dass einst ein äusserer Mauerring vorhanden war, von dem heute jedoch jede Spur fehlt.
Die Burg wurde erstmals 1309 schriftlich erwähnt, damals noch Wildenberg, als wichtigster Teil der Hinterlassenschaft von Gottfried von Hünenberg. 1386 kämpften die Ritter von Hünenberg in der Schlacht von Sempach auf der Seite von Habsburg-Österreich gegen die Eidgenossen. Unklar ist, ob nach der Niederlage neben ihrer Stammburg, der Burg Hünenberg, auch die Wildenburg zerstört wurde. In den folgenden Jahrzehnten musste die Familie ihre Güter verkaufen. Rudolf von Hünenberg bezeichnete sich 1409 noch als sesshaft ze Wildenberg, 1416 jedoch erwarben Grüter Bauern die direkt umliegenden Güter der Burg. Die Familie, die seit 1383 das Bürgerrecht der Stadt Zug innehatte, starb vermutlich um 1450 aus.
Die Burg wurde darauf dem Zerfall überlassen und im 16. Jahrhundert als Steinbruch genutzt.

## Ausgrabung und Sanierung
Als man sich 1938 an die ersten Ausgrabungen machte, waren nur noch die obersten Teile des Bergfrieds sichtbar. Nachdem das Mauerwerk freigelegt, jedoch ungenügend konserviert wurde, setzte sich der Zerfall fort und 1956 stürzte die nordwestliche Ecke des Berings in die angrenzende Schlucht ab.
1978 ging die Burg aus dem Privatbesitz ins Eigentum des Kantons Zug über, ein Kredit für die Restaurierung wurde jedoch 1981 vom Zuger Stimmvolk abgelehnt. Erst 1985 konnte, dank privater Initiative des Vereins Pro Wildenburg, eine komplette Sanierung mit archäologischen Nachuntersuchungen vorgenommen werden.
Erhalten sind, bis auf den abgestürzten Teil nordöstlich, die Umgebungsmauern, der Palas und der Bergfried. Im Eingang zum Bergfried ist dessen Mauerdicke von 3,5 Meter gut sichtbar.

## Galerie

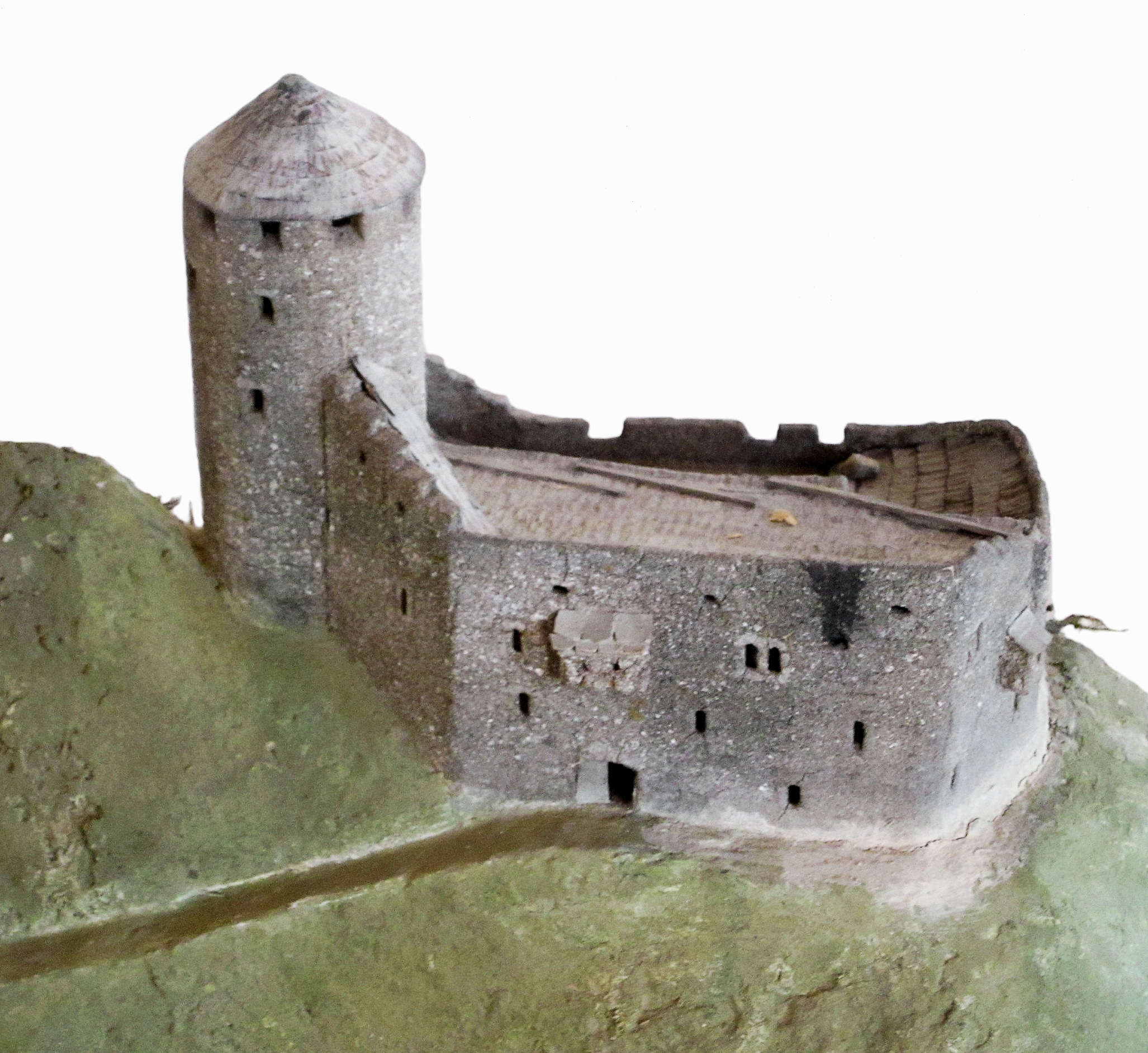
Wildenburg im Modell als Rekonstruktion
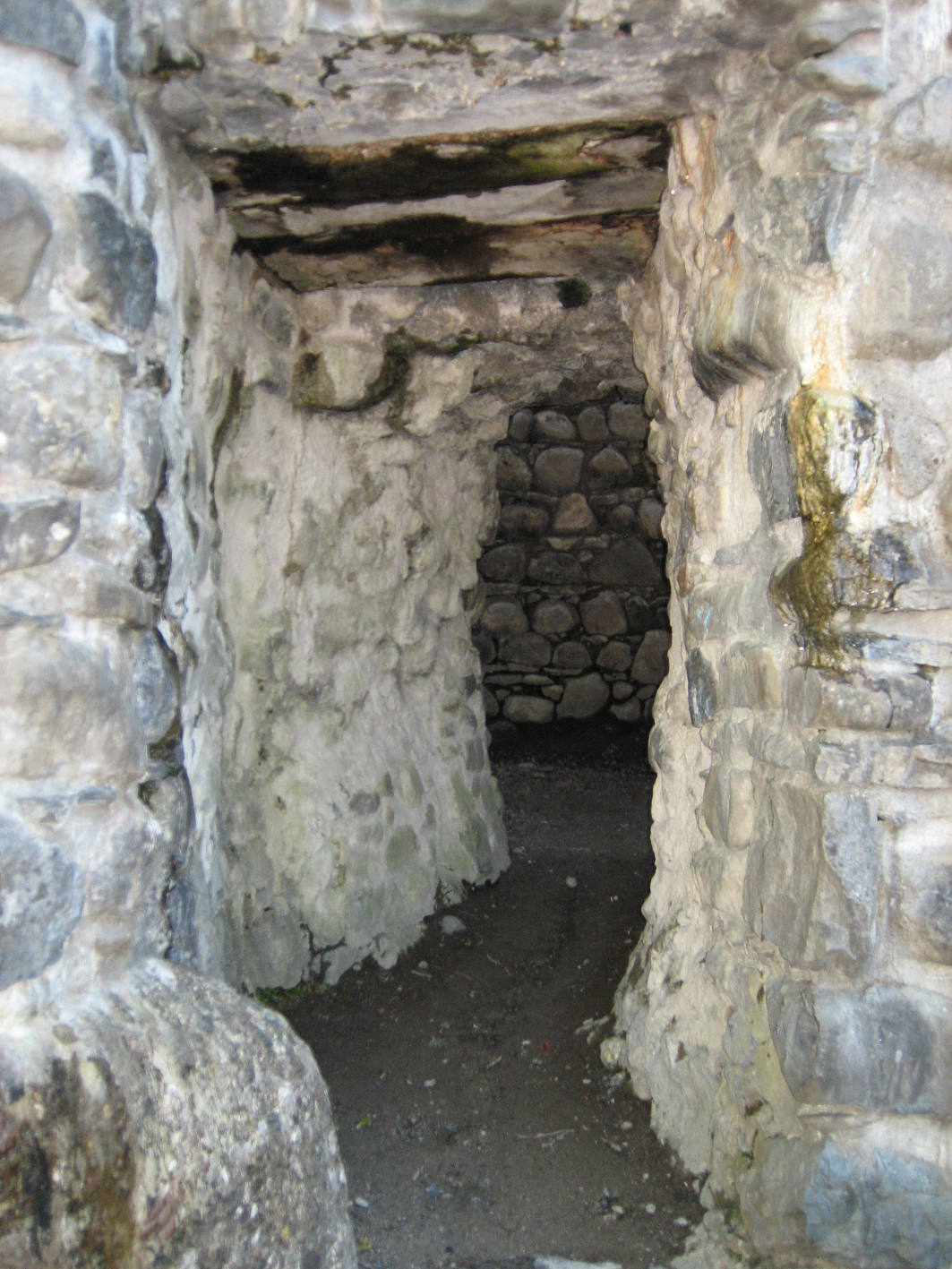
Eingang zum Bergfried
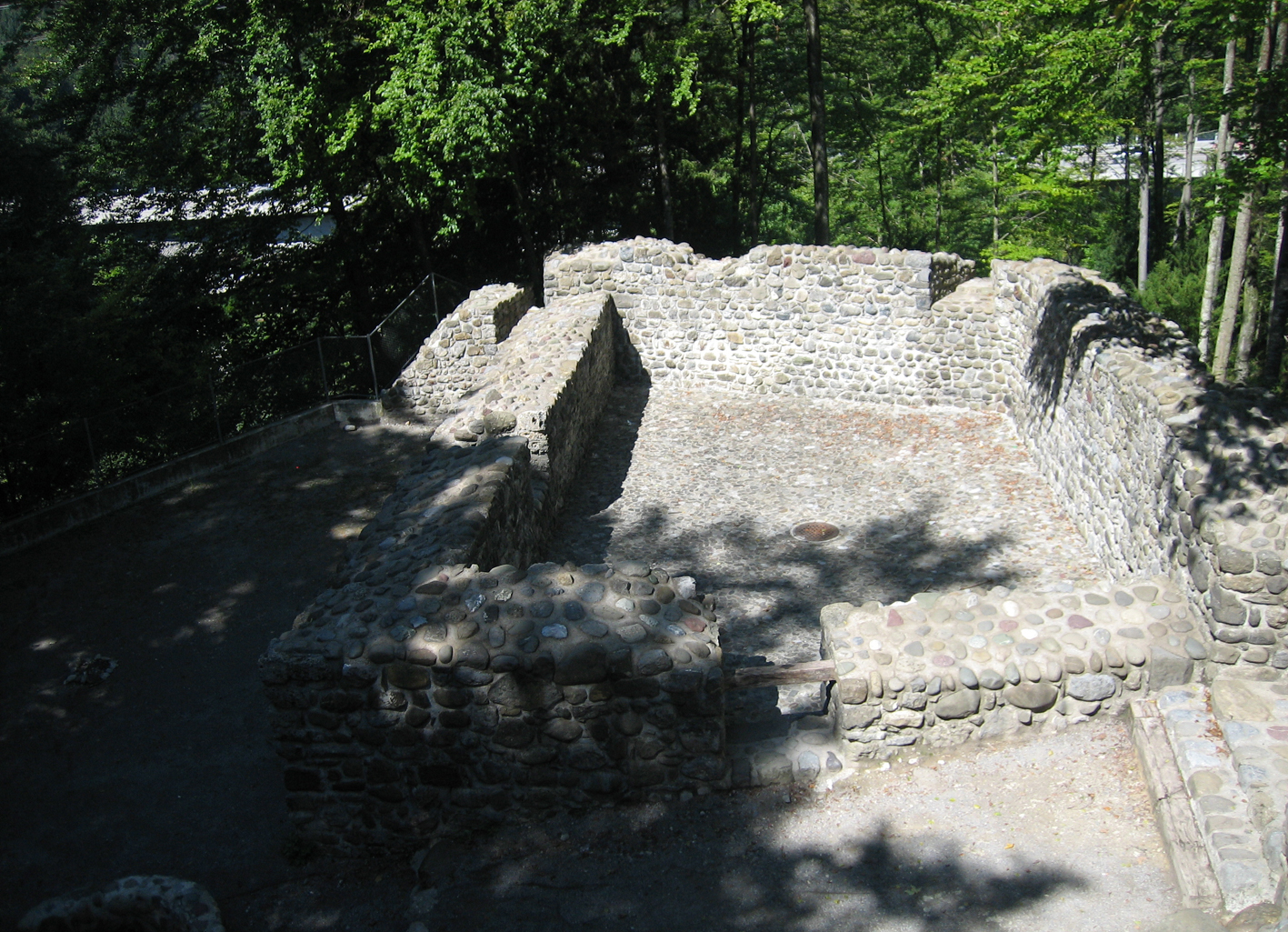
Mauerreste des Palas
Grundriss der Burg